# Partit Laborista (Malta)
El Partit Laborista (maltès: Partit Laburista; anglès: Malta Labour Party) és un partit polític de Malta, de tipus socialista i nacionalista. S'oposa a l'entrada de Malta en la Unió Europea. Fou fundat arran dels disturbis provocats el 7 de juny (diada nacional maltesa) de 1919, que provocaren la mort de quatre treballadors maltesos per les tropes britàniques.
Compta, des de juny de 2004, amb tres diputats (de 5) en el Parlament Europeu, membres del Partit Socialista Europeu. A les eleccions legislatives malteses de 2008 va obtenir 34 diputats (de 65) i el seu dirigent és Alfred Sant.

## Resultats electorals

### Eleccions legislatives
| Any  | Líder                  | Vots    | %     | Escons  | +/– | Pos. | Govern   |
| ---- | ---------------------- | ------- | ----- | ------- | --- | ---- | -------- |
| 1921 | William Savona         | 4,742   | 23.2  | 7 / 32  | 7   | 3r   | Oposició |
| 1924 | William Savona         | 4,632   | 19.2  | 7 / 32  | =   | = 3r | Oposició |
| 1927 | William Savona         | 5,011   | 14.5  | 3 / 32  | 4   | = 3r | Coalició |
| 1932 | Paul Boffa             | 4,138   | 8.6   | 1 / 32  | 2   | = 3r | Oposició |
| 1939 | Paul Boffa             | 3,100   | 8.8   | 1 / 10  | =   | = 3r | Oposició |
| 1945 | Paul Boffa             | 19,071  | 76.2  | 9 / 10  | 8   | 1r   | Majoria  |
| 1947 | Paul Boffa             | 63,145  | 59.9  | 24 / 40 | 15  | = 1r | Majoria  |
| 1950 | Dom Mintoff            | 30,332  | 28.6  | 11 / 40 | 13  | 2n   | Oposició |
| 1951 | Dom Mintoff            | 40,208  | 35.7  | 14 / 40 | 3   | = 2n | Oposició |
| 1953 | Dom Mintoff            | 52,771  | 44.6  | 19 / 40 | 5   | 1r   | Oposició |
| 1955 | Dom Mintoff            | 68,447  | 56.7  | 23 / 40 | 4   | = 1r | Majoria  |
| 1962 | Dom Mintoff            | 50,974  | 33.8  | 16 / 50 | 7   | 2n   | Oposició |
| 1966 | Dom Mintoff            | 61,774  | 43.1  | 22 / 50 | 6   | = 2n | Oposició |
| 1971 | Dom Mintoff            | 85,448  | 50.8  | 28 / 55 | 6   | 1r   | Majoria  |
| 1976 | Dom Mintoff            | 105,854 | 51.5  | 34 / 65 | 6   | = 1r | Majoria  |
| 1981 | Dom Mintoff            | 109,990 | 49.1  | 34 / 65 | =   | = 1r | Majoria  |
| 1987 | Karmenu Mifsud Bonnici | 114,936 | 48.9  | 34 / 69 | =   | 2n   | Oposició |
| 1992 | Karmenu Mifsud Bonnici | 114,911 | 46.5  | 31 / 65 | 3   | = 2n | Oposició |
| 1996 | Alfred Sant            | 132,497 | 50.7  | 35 / 69 | 4   | 1r   | Majoria  |
| 1998 | Alfred Sant            | 124,220 | 47.0  | 30 / 65 | 5   | 2n   | Oposició |
| 2003 | Alfred Sant            | 134,092 | 47.5  | 30 / 65 | =   | = 2n | Oposició |
| 2008 | Alfred Sant            | 141,888 | 48.8  | 34 / 69 | 4   | = 2n | Oposició |
| 2013 | Joseph Muscat          | 167,533 | 54.8  | 39 / 69 | 5   | 1r   | Majoria  |
| 2017 | Joseph Muscat          | 170,976 | 55.0  | 37 / 67 | 2   | = 1r | Majoria  |
| 2022 | Robert Abela           | 162,707 | 55.11 | 44 / 79 | 7   | = 1r | Majoria  |

### Eleccions europees
| Any  | Líder         | Vots    | %     | Escons | +/– | Pos. |
| ---- | ------------- | ------- | ----- | ------ | --- | ---- |
| 2004 | Alfred Sant   | 118,983 | 48.4  | 3 / 5  | 3   | 1r   |
| 2009 | Joseph Muscat | 135,917 | 54.8  | 4 / 6  | 1   | = 1r |
| 2014 | Joseph Muscat | 134,462 | 53.3  | 3 / 6  | 1   | = 1r |
| 2019 | Joseph Muscat | 141,267 | 54.3  | 4 / 6  | 1   | = 1r |
| 2024 |               | 117,805 | 45.26 | 3 / 6  | 1   | = 1r |

## Líders del partit
- - 1921–1927 Coronel Dr William Savona
  - 1927–1927 Coronel Michael Dundon
  - 1927–1949 Dr Paul Boffa (Primer Ministre: 1947–1950)
  - 1949–1984 Perit Dom Mintoff (Primer Ministre: 1955–1958, 1971–1984)
  - 1984–1992 Dr Karmenu Mifsud Bonnici (Primer Ministre: 1984–1987)
  - 1992–2008 Dr Alfred Sant (Primer Ministre: 1996–1998)
  - 2008 Dr Charles Mangion
  - 2008– Dr Joseph Muscat